# Alex Higgins
Alexander Gordon "Alex" Higgins, född 18 mars 1949 i Belfast, död 24 juli 2010 i Belfast, var en världskänd brittisk (nordirländsk) snookerspelare. Han blev proffs vid 22 års ålder och vann 1972 VM i snooker i sitt första försök. Higgins var den yngsta att vinna en VM-titel innan Stephen Hendry gjorde det 1990 vid 21 års ålder. Han vann igen 1982 efter att ha besegrat Ray Reardon med 18-15. Han gick även till final 1976 och 1980.
Higgins kvicka och rappa spelstil gav honom smeknamnet Hurricane Higgins och han blev en av de mest populära i sporten. Han rökte och drack medan han spelade som så många av hans motståndare. Trots många kontroverser med både slagsmål och dispyter ansågs han vara ett geni. All uppståndelse som han skapade tillsammans med Jimmy White, gav sporten alltmer utrymme och popularitet både i och utanför Storbritannien. Higgins avled i cancer den 24 juli 2010. 